# Hồ Çöl
Hồ Çöl (tiếng Thổ Nhĩ Kỳ: Çöl Gölü, nghĩa đen là "hồ sa mạc") là một hồ nước cứng tại Thổ Nhĩ Kỳ.

## Vị trí địa lý
Vị trí của hồ Çöl thuộc hai huyện Haymana và huyện Balâ thuộc tỉnh Ankara, Thổ Nhĩ Kỳ.
Khoảng cách từ hồ Çöl đến tỉnh Ankara là 60 kilômét (37 mi) tính theo đường chim bay.

## Tổng quan
Hồ Çöl nằm trong một lưu vực thoát nước khép kín (nước hội tụ đến một điểm duy nhất bên trong lưu vực - endorheic). Nguồn nước của hồ được cung cấp chủ yếu bởi các con lạch (đường nước chảy hẹp, nông, ít dốc, thông ra sông, hồ) nhỏ. Độ cao của hồ đối với mực nước biển là 1.045 mét (3.428 ft).
Diện tích bề mặt của hồ Çöl có sự thay đổi vào các mùa trong năm. Vào mùa mưa, diện tích bề mặt của hồ là 15 kilômét vuông (5,8 dặm vuông Anh).

## Hệ động vật
Hồ Çöl là nơi sinh sống của nhiều loài chim, có thể kể đến như: choi choi cổ khoang, sơn ca ngón ngắn nhỏ, cắt nhỏ, sếu, gelochelidon nilotica và ô tác lớn là những loài chim phổ biến của hồ. Theo số liệu thống kê trước năm 1990, số lượng chim trong hồ là khoảng hơn 76.000 con.
Khu vực xung quanh hồ ngoài là nơi sinh sống của các loài chim thì đây cũng là nơi sinh sống của bướm nhảy nhỏ (Small skipper) thuộc Họ Bướm nhảy.

## Kinh tế khu vực
Kinh tế tại khu vực này chủ yếu là nông nghiệp. Khu vực xung quanh hồ Çöl là đất mặn nên không trồng trọt được. Ngũ cốc được trồng tại các vùng đất nông nghiệp xa hơn về phía bắc của hồ. Bò và cừu là những loài vật được chăn nuôi ở vùng đồng bằng quanh hồ.